# テレビアニメ
- アニメーション > テレビアニメ
- テレビ番組 > テレビアニメ

テレビアニメは、テレビ放送用に制作されるアニメーション作品およびテレビ番組を指す。「テレビアニメーション」の略語であり、さらに略して「TVアニメ」とも表記される。後述の通り制作側も「テレビまんが」などと呼んでいたため、高齢者の中には、テレビアニメを指してマンガと呼ぶ人もいる。
当記事では、とくにことわりがなければ主に日本の地上波テレビ局やBS・CS局のテレビ放送用に製作される商業アニメ作品（番組）について記述している。

## 概要
世界的には多くの作品は児童・ファミリー向けで、「アニメは子供のもの」という認識が根強い。一方日本ではハイターゲット向けのテレビアニメが1970年代の終盤あたりから増加し、21世紀に入るとハイターゲット向けが大半を占めている。
これはアニメを視聴して成長した層が増加したことによるもので、「アニメはおたくのもの」という認識が広まった。
日本で標準的な事例としては、1回分を30分（CMなども含めたテレビ放送時間）とする連続作品として制作される。このパターンは『鉄腕アトム』（当時はテレビまんがと称された）に由来する。このほか、5分から15分の短編アニメ作品や、レギュラー放送番組の長編特別番組、単発の長編特別番組なども存在する。
野村総合研究所は、テレビアニメの録画率は他ジャンル番組と比べて際立って高く、特にBS放送で顕著になるという調査結果を発表している。
インターネット配信が普及した現在でも「テレビ放送の実績が海外の視聴者には特別に映る」という理由から先行して有料配信の後、「海外戦略の為に宣伝」と位置づけてテレビ局の放送枠を購入して放送する事例もある。
作品に関しては「日本のテレビアニメ作品一覧」を参照。

## 標準フォーマット
30分枠番組の構成はおおむね以下の通りだが、作品によっては実写パートとの混成となるもの、三話構成のものもあり、下記のフォーマットと異なる場合もある。
基本的に本編（約24分）と、CM（約6分）の合計で30分となる。CMは15秒単位で制作されるため、各パートも15秒が基本単位で、警告（啓発）とアイキャッチの合計は15秒、テーマ曲は90秒（60秒・150秒）になる。
CM放送が放送法などの関連法令で禁じられている公共放送のNHKや、WOWOW・アニメ専門チャンネルなどの有料衛星放送においてもローカル局へ放送権を販売するなどの2次利用のため、上記のフォーマットを採用している。その場合、本来のCMの時間を視聴者から寄せられたイラストなどの紹介コーナーやミュージッククリップ、番組等の宣伝を加えて25 - 30分枠として放送している。
1. 警告（啓発）：5秒程度
  - ポケモンショック以降、「テレビを見るときは部屋を明るくして離れて見よう」など、登場人物から視聴者への呼びかけがある。ポケモンショック以前の番組の再放送でも字幕が表示されるようになる。これは同事件から長年が経った現在でも、少なくとも全日枠作品ではおおむね徹底されている。なお警告パートがない作品も多く、本編冒頭の字幕で挿入する・警告自体がない（特に深夜アニメ）・CMが警告を兼ねている例もある[注釈 1]。
  - 常時接続の普及によりインターネット上で違法配信が問題視されるようになると、「インターネットへの無断アップロードは著作権法で禁止されている」旨の警告文が深夜アニメを中心に表示される（本編Aパートの冒頭で表示する場合もある）。
  - 作品によっては「本作品はフィクションであり、実在の人物・事件とは関係ない」旨のテロップも表示されることがある。2020年代に入ると殆どの深夜アニメ作品で表示されている。
  - 作品のジャンルに応じた特別な警告カットやテロップが挿入されるケースもある。
    - 『遊☆戯☆王デュエルモンスターズ』では「ルールとマナーを守って楽しくデュエルしよう!!」というカットが表示された。
    - 自動車の暴走描写がある『頭文字D』や『湾岸ミッドナイト』などでは「劇中の法律に違反する行為を真似しないように」などと表示される。
    - 賭博を行う描写のある『賭ケグルイ』や『凍牌』などでは「賭博行為は犯罪である」旨の注意を促すテロップが表示される。

  - 登場人物の言動に差別用語やその他問題のある表現を含む場合、事前に「時代考証や作品の資料性を考慮して一部不適切な表現を含む」旨のテロップが表示される。
  - 上記の「インターネットへのアップロードの警告文」「フィクションであることを示すテロップ」については、地上波や無料BS局のほとんどで表示されるが、AT-Xなどの有料CS放送やABEMAなどの配信サイトでは基本的に表示されない。
2. アバンタイトル:10秒
  - 作品によって有無が異なる。ある場合はオープニング曲の前に数分程度の本編Aパートのイントロダクションが挿入される。毎回、作品解説の同じ映像が挿入されることもある。
3. オープニング主題歌（オープニングアニメーション）：1分30秒程度
  - 大半は同じ映像を繰り返し使用するが、新キャラクター・新メカが登場すると一部シーンを差し替えることもある。多くの作品はメインスタッフをここでクレジットする。
  - 作品自体が5分前後の短編アニメの場合、放送枠の都合上などで全てのスタッフ・キャストクレジットをオープニングアニメーション（あるいはエンディングアニメーション）内に集約する場合もある。
  - 近年の多くの作品では1クール単位で主題歌を入れ替える傾向が強い。中には毎回のように入れ替えるケースもある（エンディング主題歌も同様）。
  - オープニング主題歌のイントロダクションをアバンタイトルのラストシーンに被せるように挿入する演出や、最終回などでオープニング主題歌を飛ばして本編に入る場合もある。
4. 提供クレジット:10秒程度
  - 放送局のアナウンサー（ローカルセールス番組の場合は各放送局ごとに異なることが多い）が読み上げることが多いが、本編のナレーションや主要キャラクターを担当する声優が提供のアナウンスをするケースも増えている。
  - ローカル局の深夜アニメの場合、スポンサードネットによる放送が非常に少なく、大半が番組販売で放送されるため提供クレジットが省略され、背景の表示のみになることもある。
  - 「今週のハイライト」的文章や、「局からの案内」などのテロップを挿入する例もある。
  - 本編の放送時間の関係上などから、提供クレジットパートを省略し、Aパートの冒頭でスポンサークレジットを挿入する作品も増加傾向にある[注釈 2]。
  - 提供クレジット画面はアニマックスなどの有料CS放送ではカットされる場合があり、またABEMAなどのネット配信では基本的にカットされる。
5. CM1:1分30秒程度
  - 作品によってはオープニング終了後、本編Aパートに入るものもある（その場合は後のCMパートがその分だけ長めに設定されることが多い）。
6. 本編Aパート：10分程度
  - Aパートの冒頭で、現在放送中の話数（助数詞[注釈 3]）とサブタイトルが表示される。
    - 作品によっては、話数の併記がないサブタイトルのみ[注釈 4] の場合もあれば、Aパートのアイキャッチ[注釈 5] か、Bパートのラスト[注釈 6] でサブタイトルが表示されることもある。中には、サブタイトルが複数回表示される作品[注釈 7] や特定の回のみ変更されるパターンもあり、サブタイトルが全く表示されない作品もある。

  - Aパート／Bパートは、定形の時間枠ではなく、おおむね合計で20分になる。作品の演出により、CMが本編にかからないように割り振るなど、時間配分は変更される。また、警告（啓発）とアイキャッチなどで増減する。
  - 2010年頃に入ると本編中に各種宣伝テロップを挿入する作品が急増している。
7. アイキャッチ：5秒程度
  - 作品毎に大きく異なる。全く使用されない場合や、A／Bパートに番組タイトルロゴを挿入する、A／Bパートのいずれかに挿入する、演出上の意図でCMに関係なく場面転換に挿入するなど様々である。同じ映像を使用するものや、内容に応じて準備された数種類の映像を使用する。CMのないNHKやAT-Xの放送分でも挿入されることがある。
8. CM2:1分30秒
9. アイキャッチ：5秒程度
10. 本編Bパート：10分程度
11. エンディング主題歌（エンディングアニメーション）：1分30秒程度
  - おおむ概ねの傾向はオープニング主題歌と同じであるが、毎回変わる担当スタッフや担当キャストクレジットは大抵はここで表示する。
  - エンディングアニメーション内に次回予告を挿入する例もある。
  - 最終話にてエンディングアニメーション映像を新規に制作（大抵は作品の後日談か総集編的なもの）したり、専用のエンディング主題歌を用意する場合もある。
  - 作品によってはエンディング主題歌を流した後か次回予告前後にCパート（短編アニメなど）やミニコーナーを挿入するものもある。
12. CM3:1分30秒程度
  - 作品によってはそのまま次回予告へ入るために省略されるか、次回予告後に回されることもある。
13. 次回予告：30秒程度
  - 次回に放送される予定の映像を使用する。ただし、一部作品では本編の放送時間の関係上、先述のようにエンディングアニメーション内に次回予告映像もしくは次回タイトルを流すものも存在するほか、次回予告自体が存在しない作品もある。
  - 近年では主にMBS製作作品の場合に改編期が迫ると新番組告知CMを放送する時間を捻出するため次回予告の放送時間を短縮したり、本編中では放送せずに正規サイズのものを各公式サイト・動画配信サイトで次回予告を公開する事例が増えている。
14. 提供クレジット：10秒程度
  - 作品によって有無が異なる。同じ作品でも、挿入の有無は局により異なり、局ごとに別々の例もある。また、再放送にあたって新規に制作される作品もまれに存在する。
15. エンドカード：5秒程度
  - 作品によって有無が異なる。再放送の場合など、放送時間の都合でエンディングを省略してこれだけで済ませる場合がある。
  - 『月詠 -MOON PHASE-』以降のシャフト作品を中心に広まった形式として、原作者（アニメオリジナルの場合はスタッフ）と親しい人物などのイラストが掲載されるパターンがある。
16. CM4：1分20秒程度

作品や放送局によっては、放送開始時刻から暫くCMを流してから本編放送開始、というケースも多く見られる。
また再放送にあたっては、再放送枠自体が通常の30分よりやや短い場合など、放送枠の都合上によりCM放送時間を捻出するためにOP・EDや次回予告、場合によっては本編の一部がカットされる事例がある。特に通常のフォーマットより本編が長めに制作された作品でこれが顕著になる。

## 制作過程
基本的な流れはアニメ#制作工程を参照。
企画
制作資金・スポンサー集め（民放テレビ局の場合）
発注
下請けとなる各種アニメ制作会社へ発注してアニメ制作を行う。
フジテレビ制作『信長協奏曲』は、「テレビ局内の部署で直接制作」する、異例の制作体制を採用している。
日本初の30分テレビアニメシリーズ『鉄腕アトム』で、制作プロダクション主宰の手塚治虫が同時に原作者の立場であり、自身の作品のアニメ版著作権を放送局に売り渡すことに難色を示したことに放送局も同意し、その後も同じ方式が踏襲された。放送局が直接アニメ制作会社を子会社として設立するなどの方法で制作に関与したり、著作権を買い取ったアニメ番組も初期には存在したが、版権ビジネスが成立しないために現在では存在しない。

### 制作現場の空洞化およびその影響
コストカットや人手不足などの事情から、およそ40年前からアニメーションの実制作の少なからぬ部分（特にセルや背景の作画）が中国や韓国など日本国外の制作会社に外注されており、日本国内のコンテンツ産業はそれを支える根底の部分で空洞化が指摘されている。また、これにより作画の過程でキャラクターや作風まで知られることになるため、別作品で盗用されたり、作画監督への指示が十分に行き届かずに意図した通りの作画にならない崩壊も生じている。
2000年代に入り深夜アニメの本数が増加するに比例するかのように制作トラブルも増加傾向にあり、放送スケジュールにまで影響を及ぼす事例も相次いでいるのが現状である。

### 製作委員会
1980年代頃から出版社やレコード会社、広告代理店などがテレビ局の放送枠を買い取り、パッケージ販売を前提とした形態の作品が急増している。

## 題材
題材は幅広く、多種多様なものが使用されている。
詳細はCategory:アニメのジャンルを参照。

### 対象年齢層別の特徴
作品によっては下記にある複数の層をターゲットとした作品も存在する。
ファミリー・一般向けアニメ
年代や男女を問わず家族全員で鑑賞して楽しめる作品。
基本的に嫌悪感を引き起こすような性的・暴力描写がなく健全な娯楽作品。
長寿番組化されてレギュラー番組として定着している作品を残して数が少なくなっている。
子供向けアニメ
視聴対象が主に小学生以下程度を対象として企画・製作され、制作費用は玩具会社などのスポンサー企業が担うことが多い。
子供の精神的成長は年単位で進むため作品企画時に玩具などの対象年齢が設定され、また原作や漫画版掲載の漫画雑誌などには対象年齢が明確に設定されている場合が多い。
20世紀は少年少女向けとの区分が曖昧であり、本来のターゲットではない高年齢（いわゆる大きいお友達）に支持されるものも多かったが、21世紀になると低年齢向けと高年齢向けの分離が進行したため、一定の年齢に達すると作品に対する興味や関心が失われ、視聴をやめる（「卒業」する）ケースが多い。
玩具展開と作品のストーリー展開が連動していることが多く、放送期間は1年間の作品が多い。児童向けドラマとして放送される特撮作品もテレビアニメと同じ部署が担当していることから、同様の形態を採っている。
少年向け・少女向けアニメ
性別による身体的な特徴が発達し始め、子供から大人の身体に変化する思春期を迎える小学生高学年、中学生、高校生あたりが主な視聴対象で、1970年代後半のアニメブーム以降はアニメオタクの増加に伴い成人も狙ったハイターゲット作品が増加、対象年齢層が広がっている。
基本的に少年漫画や少女漫画を原作とする作品が主体である。
戦闘要素を主としたものや、恋愛、友情や学校（学園）生活、クラブ活動など、作品の舞台や主題として実生活で関心の高いものが扱われることが多い。
1990年代頃までは全日帯に放送され、幼児や小学校低学年の視聴者が今よりも多かったことによる子供向けアニメとしての性格、シリアスな内容を含むことによるアニメオタク向けアニメとしての性格も兼ねていたが、全日帯アニメの衰退と深夜アニメやネット配信への移行が進み、『進撃の巨人』『鬼滅の刃』など従来であれば全日帯であったであろう作品も深夜アニメとなっている。
男性向けアニメ
10代後半以上のアニメファン（アニオタ）男性を視聴対象に深夜アニメとして製作されることが多い。1970年代終盤以降のアニメの視聴層の高年齢化に伴い増加傾向にあり、日本で制作されるのが一般的になる。
視聴層が限定されるマニアックな内容であることから、少年漫画・青年漫画・成人向け漫画・ライトノベル・コンピュータゲーム・アダルトゲーム・ネット小説などを原作とする作品を主とする。
全日帯に編成されるのは1980年代前半までであり、1980年代中盤から1990年代終盤まではOVAでの展開が主となり、深夜アニメとしての展開は2000年代以降からである。
女性向けアニメ
従来はアニメを見ないと思われていたF1層を対象に、フジテレビで2005年から深夜アニメ帯で『ノイタミナ』と呼ばれるアニメ枠で放送が始まった。
少女向け作品と同様の少女漫画原作作品に加え、BL作品、女性漫画やレディースコミックを原作とした作品もこのジャンルに加わる。
また、2006年以降も同様の層を意識したアニメ放送枠が複数設けられている。アニメ化と実写映画、テレビドラマ化が同時に行われる事例がある。

## 放送枠

### 全日帯（6:00 - 24:00）
この時間帯に本放送されるテレビアニメを当項では便宜上「全日枠アニメ」と呼ぶことにする。
1. プライムタイム（19:00 - 23:00）・ゴールデンタイム（19:00 - 22:00）
  - 地上波キー局系列での19時台で放送作品は年々減少の一途を辿り、2019年秋改編でテレビ朝日系列にて放送されていた『ドラえもん』と『クレヨンしんちゃん』が土曜夕方へ時間変更となり、民放キー局で放送している19時台の新作アニメは一旦消滅したが[6][注釈 11]、2020年秋改編でテレビ東京系列にて放送されている『ポケットモンスター（第7シリーズ）』が日曜夕方から金曜19時台に枠移動したため[注釈 12]、民放キー局で放送される19時台のアニメが約1年ぶりに復活することとなった。
    - NHK Eテレでは以前から平日・日曜の19時台に再放送を中心として複数のアニメが放送されている。上述した民放キー局でのアニメ枠消滅と入れ替わりで新作アニメの放送も定期的に行われるようになったため、「NHKを含む地上波キー局で放送されるレギュラー放送の新作テレビアニメ」自体は（改編時期を除けば）途切れず維持されているといえる。
    - アニメ評論家の藤津亮太は「アニメでは視聴率が稼げず、広告主から敬遠される傾向にあるため」と解説している[7]。
    - 一方でTOKYO MXやBS11などのネットワークに属しない独立局ではキー局系列と比べると採算ラインが低いことから、ゴールデンタイム帯で放送される新作アニメもある[8]。2024年10月よりTOKYO MXは平日21時台にアニメ枠を新設。

  - 1976年のMBS制作・TBS系列『花の係長』や1984年のフジテレビ系列『ドタンバのマナー』（1986年3月まで）、1987年のテレビ東京系列『マンガ日本経済入門』、1989年のTBS系列『ギミア・ぶれいく』内で放送された『笑ゥせぇるすまん』、2000年のテレビ東京系列『ラブひな』が、22時台に放送されたことがある。その後は、テレビ東京やNHKで22時台末にフライングスタートを実施した深夜アニメが若干ある程度である。
  - 2010年代に入ると、TOKYO MXが新作UHFアニメや再放送枠および関連情報番組を同時間帯（および連続して23時台）に放送している。そのほかKBS京都やサンテレビでもTOKYO MXからの同時ネット番組を中心に新作アニメのプライム帯の放送を行うことがある。
  - このほか、主に2000年代後半頃から日本テレビ系『金曜ロードショー』（一時期は『金曜ロードSHOW!』）枠やフジテレビ系『土曜プレミアム』枠など、21時〜23時前後の2時間枠において単発のアニメ特別番組を年1〜2回のペースで定期的に放送している。
2. ノンプライム（6:00 - 19:00／23:00 - 24:00）
  - 早朝帯（5:00 - 6:00前後）：後述の理由により、近年ではローカル局では多くの作品が主に土日のこの時間帯に遅れネットしている。
  - 平日の朝帯（6:00 - 8:00）：テレビ東京は7時台前半に子供向け番組を放送しており、それに内包されて短編アニメを放送することがある（かつては平日帯の朝アニメ枠が存在したが、『チャージ730!』開始に伴いレギュラー放送枠は廃止）。過去には他系列キー局でも放送されていたが、ワイドショー番組の拡大で現在は存在しない。
  - 平日の午前帯（8:00 - 11:30）：日本テレビ製作の夕刻帯アニメは、系列局の読売テレビ（ytv）では1988年10月から夕刻帯にバラエティ番組『ざまぁKANKAN!』の放送のため、学生層が視聴困難なこの時間帯に遅れネットされていた（後に平日早朝に移動した作品もある）。2016年4月改編で日本テレビでも『それいけ!アンパンマン』が金曜夕方からこの時間帯に移動となった。また、NHK Eテレは午後帯も含めて情緒教育目的の短編アニメが多く放送されている。
  - 平日の夕刻帯（16:00 - 19:00）：17 - 18時台では1990年代前半まで在京キー局の多くで存在したが、4大キー局ではニュース番組や情報番組に移行したため現存せず、テレビ東京でも段階的に放送枠が縮小・ローカルセールス枠に移行されたため金曜日のみの放送となっている。ただし一部ローカル局ではこれらの番組の後続で後述する地域限定短編アニメが放送されることが稀にある。
    - またテレビ東京系列局のテレビ大阪とテレビ愛知では18:30枠が過去作アニメ再放送枠であったため、他の系列局で同時ネット作品が別の時間帯で遅れネットされたりネット自体がされなかった作品もあり、編成の都合で頻繁に放送日時が変更されることもあった。TXN系列では局によってローカルセールス枠である17:25 - 18:25（金曜のみ - 17:55）枠を再放送、もしくは未放送作品・新作UHFアニメのネット枠としている。
    - 地方局でも16 - 17時台にアニメを放送する局が多く存在したが、自社制作の夕方ワイド番組の台頭やニュース番組枠の拡大などで大幅に激減し、多くは早朝帯や深夜帯などに場を移している。
    - 独立局では再放送番組を中心に放送されている。また、BS11では一部番組が18時台に放送されることがある。

  - 夜23時帯 ：「全日枠アニメ」「深夜アニメ」の両方に属する枠。近年のキー局においては、2022年のテレビ東京系列で『SPY×FAMILY』を皮切りに土日の23時台にアニメが放送されている。
    - 過去にもテレビ東京系列にて土曜23時台で散発的に放送されていたほか、2016年10月から2018年3月までNHK総合でも同じく土曜23時台に新作アニメが放送された（同年4月からは日曜24時台に移動）。同様の事例として、過去に2006年に日本テレビ系列で『NANA』を『バリューナイト』枠で放送したことがある。
    - TOKYO MXでは、新作UHFアニメや再放送枠および関連情報番組を同時間帯にも放送している。一部作品はBS11でも同時ネットされており、そのほか群馬テレビやとちぎテレビでもアニプレックスが製作する作品を中心にTOKYO MXから同時ネットで新作アニメ及び再放送作品が放送されている。

  - 土・日曜日の午前帯（6:30 - 11:00）：放送期間は1年間かそれ以上の長期放送となる作品・シリーズが多い。1990年代後半、日曜朝に玩具会社・出版社がスポンサーの「子供向け」作品のベルト枠が登場し、義務教育の週休2日制の施行によってテレビ東京の土曜朝枠にも登場した。2017年4月改編ではMBS・TBS各1枠をベルト枠化した『アニメサタデー630』が登場するも、2019年6月をもって廃枠（MBS枠は深夜枠の「スーパーアニメイズム」へ事実上移動）となった。
  - 日曜日の昼間帯（14:00 - 14:30）：1982年10月、『超時空要塞マクロス』が該当時間帯に放送された。当時のアニメファンや「メカと美少女」の要素を強く求める「同人誌的なユーザを狙った」商売として数の見込める、アニメファン層を対象とした該当作はヒットし、後のOVA・深夜アニメに続く流れが始まる[9]。
  - 土・日曜の夕刻帯（16:30 - 19:00）：現在では前述の『ドラえもん』と『クレヨンしんちゃん』のように、ゴールデンタイムから移動した枠が多く存在する一方、番組開始からレギュラー放送が一貫して同じ時間で放送されている枠は、2019年10月現在で、フジテレビ系列の『ちびまる子ちゃん』と『サザエさん』しか存在しない。
    - MBS製作・TBS系列全国ネットの土6（一部地域は遅れネット）→日5枠も存在する。『日5』枠は前述の『アニメサタデー630』へ枠移動していったん廃枠となっていたが、2022年4月より再放送を経て放送が再開される。更にTBSも2023年10月より日曜1630枠を全国ネットアニメ枠とした。

### 深夜帯（23:00 - 翌日5:00）
一般的には23:00 - 翌日5:00の間に深夜番組として本放送されるアニメ作品を指す（23:00 - 24:00は前述の全日帯アニメと重複）。
放送開始時はゴールデンタイムが22、23 - 24時 - 翌日5時に朝の番組が始まる直前までを深夜帯としていたことやプライムタイム・ノンプライムの区分がなかったこと、また特定の層を対象にした作品が多い（全日枠と比べてマイナーなジャンルなど）などの特徴があり、アニメのジャンルとして区別されることもある。

#### 特殊な例
番組編成の都合による変則的な事例で、全日枠アニメが地方局やBS局では深夜帯に、逆に深夜アニメが地方局やBS局では全日枠で放送される 事例もある。また、シリーズによって全日枠と深夜枠が入れ替わった事例がいくつかある。
最近では関東圏の独立局を中心に深夜アニメ放送時間帯の前倒しがすすんでいる。特にTOKYO MXでは週末を中心にプライムタイムに属する22時から関連番組を含めて放送を行っている。また選挙特番放送時などの際は放送時間をさらに前倒してゴールデンタイム帯にて深夜アニメの放送も行う場合もある。

### 放送形態・放映権
原則としてネット形態に関しては民放のケースで記述する。
ネットワークセールス番組の場合は原則として「製作局と同一系列局」でのネットとなるが、系列局のない地域では同じくスポンサードネット（スポンサー付き）か、番組販売（スポンサーなし）での放送となる。
全日帯で放送される子供向け の場合、系列外の遅れネットでもスポンサードネット されることがあるが、深夜アニメでは放送局を限定しての制作委員会・スポンサーによる放送枠買取か、番組販売による放送が主流を占める。ローカルセールス番組の場合はその限りでなく、特にローカル局製作番組や制作委員会方式の番組では地域ごとに系列が異なるケースも見られる。
制作局の放映権契約が切れた後は、放送キー局の系列外局でも再放送されることもある。
また、長期シリーズ番組の場合にはシリーズ途中・作品ごとで異なる系列での放送に変更されるケースも稀に見られる。下記以外ではリメイクに際して放送局が変更されたり、『ガンダムシリーズ』や『デジタルモンスター』シリーズなど、1作から数作ごとに系列が異なるシリーズも少なくない。
例
- 『僕のヒーローアカデミア』（第1期はMBS・TBS系列[10]→第2期以降は読売テレビ・日本テレビ系列[11]）
- 『進撃の巨人』シリーズ（第2期まではMBS・TOKYO MXほか→第3期はNHK総合[12][注釈 18]）

### 放送サイクル
テレビ局の編成サイクルは1クール（3か月、13週）が基本単位で、3か月で計12 - 13回程度の放送枠を「1クール」とするのが基本になっている。
シリーズの最初の1クールの放送が終了してから続編の制作が決定した場合、続編は通称「2期」（または「第2シリーズ」など）とも呼ばれる。
1990年代までは1年単位（約50話前後）が最も一般的であったが、その後の情勢の変化で、全日枠アニメは6か月（2クール）、深夜アニメは3か月から6か月を放送期間とする放送権契約が主流になった。
放送期間は、民放局の場合は視聴率や関連商品の売り上げなどで（続編・シリーズ化を入れて）延長されることもあれば、スポンサーの倒産や視聴率不振などの理由で打ち切り や、放送枠が早朝・深夜枠などに変更される例もある。また、原作が存在する作品で原作の連載が終了していない作品の場合、アニメオリジナルエピソードを間に挟むか、スポーツ中継の編成を通常よりも多めにすることで原作漫画とアニメ版の原作エピソードとの追いつきを防いだり、あるいは打ち切り漫画に近い手法で終結させたり、期間をおいて続編を再開させる事例もある。
深夜アニメでは、2002年頃から地上波デジタルテレビ放送準備工事に伴う放送休止や、事件・事故・災害の発生に伴う臨時の報道特別番組やスポーツ中継の延長などで放送枠が逼迫し、その影響で最終話まで放送できない事例も多発していた。その防止策として、企画当初から本編のエピソード数を通常の1クール（12話～13話）より1 - 3話程度削減し、全10話前後で終了する構成の作品も増加している。

### 基本的な放送パターン
基本的に地上波（ここでは原則として広域放送を含む放送対象地域単位で扱い、同一広域圏内での複数独立局での同時期放送は含めない）およびBSでは1番組につき1放送局の1枠としている（スカパー!では週3回以上のリピート放送を多数行っている）。
下記は初回放送から1週間以内に複数回放送する（または放送された）事例である。
上記のようにスカパー!は除いた。
- NHK Eテレ『舞妓さんちのまかないさん』『アオアシ』など
- TXN『BORUTO-ボルト- -NARUTO NEXT GENERATIONS-』『シャドウバース』など
- TOKYO MX『東京レイヴンズ』など
- BS11『黒子のバスケ』『DAYS』など
- 『魔界戦記ディスガイア』（GBS・CBC）、『響け!ユーフォニアム2』（KBS・ABC）、『ダーリン・イン・ザ・フランキス』（BBC・ABC）、『トリリオンゲーム』(TBS・TOKYO MX)などの場合、地上波放送では同時期に独立局と広域局で、『BanG Dream!』（第1期）の場合、BSではBS11とBSフジの2局でそれぞれ同時期に放送するという、変則的な体制を取っている。この民放BS複数局によるネット体系は後に若干数ながら見られるようになった。

### 民放アニメの放送・配信の順番

#### 全国ネット番組の場合
同時放送する系列局の割合が比較的高い。

#### ローカルセールス枠番組の場合
基本的にほとんどの作品が在京キー局や、首都圏の独立局（TOKYO MXなど）で先行して放送され、続いて近畿・中京圏など主要地域の民放で放送される。その他の地方局やBS放送ではさらに遅れネットか未放送となる傾向が強く、地上波未放送地域では有料のアニメ専門チャンネル頼みになるケースも未だ見られる。
例として、フジテレビ系列深夜アニメ『ノイタミナ』枠の場合は、ローカルセールス時代の2025年3月まではサガテレビを除いて地上波レギュラーネット局で同日ネットとなっていた（一部局では同時ネット。かつてはBSフジでもネットしていたが打ち切りとなった）。MBSの深夜アニメ枠『アニメイズム』も、2015年4月より地上波レギュラーネット局で同日ネットとなった。また、AT-Xなどアニメ専門チャンネル製作委員会参加番組の一部には、出資局で最速放送となる事例もある。
2010年代なかばに入ると、テレビ東京とBSテレ東、あるいはTOKYO MXなどの主要独立局とBS11やBSフジ などのBS局との組み合わせによる、それぞれ「大都市圏は（独立局の）地上波、地方はBS」といった役割分担を行い、低コストでの全国同時ネットを実現させている番組が、特に後者において徐々に増加している（BS11の調査では同局の視聴者の8割が地方在住者であった）。
また、同じく少数派ではあるが「関東・関西圏の独立局のみでの同時ネット」は、TOKYO MX・KBS京都・サンテレビでの『有頂天家族（第1期のみ）』『ご注文はうさぎですか??』『ラブライブ!サンシャイン!!』『ろんぐらいだぁす!』『BanG Dream!（第1期のみ）』『カードファイト!ヴァンガード（2018年版）』などが挙げられる（いずれもBS局や広域局・他地域局で放送される場合は遅れネット）。

#### インターネット配信の場合
地上波全国同時ネット番組であっても視聴率の兼ね合いもあり基本的に最速テレビ放送の後になる（「見逃し配信」と銘打つケースも多い）。ただし日本テレビ製作深夜アニメ作品やMBS製作『TIGER & BUNNY』、TOKYO MX・BS11・ABC共同製作『アルドノア・ゼロ』、『ReLIFE』『ひなこのーと』などのように、最速放送局と同時配信、あるいは（有料ながらも）最速放送局より先行配信、更に近年では『しかのこのこのここしたんたん』などのように最速放送局よりも更にいち早く無料配信を行うケースも登場している。また、『亡念のザムド』などWebアニメとして配信されたものを後日テレビ放送するケースも散見される。

## スポンサー
民間放送で放送する場合、製作費・放送費用・CMの広告料を「提供」するスポンサーが必要不可欠となる。
商業テレビアニメの開始時から1990年代まで大半が子供番組でもあったため、商品単価の低い子供向け商品（玩具、文房具、食品、生活用品、教材、コンピュータゲームなど）の製造・販売を手がける企業が主要スポンサーであった。原作の版元や主題歌を扱うレコード会社もスポンサーに付きやすい。原則として30分の放送枠であることから、テレビ局の営業収益面において不利であり、同時間帯で20%〜30%台の高視聴率のアニメより、視聴率10%強のクイズ番組・トーク番組・ドキュメンタリー番組・テレビドラマなど、商品単価が高く収益の大きい家電・自動車・化学工業などの大手企業が主要なスポンサーの番組が営業収益面で有利な傾向があった。また『世界名作劇場』シリーズや『サザエさん』など、一社提供番組もあったが、時と共に減少していった。
特に玩具会社の要望が作品設定に多大な影響を与える作品が多く（これは子供向け特撮番組でも同様である）、玩具を作品に違和感なく反映させることが担当スタッフ陣の力量を測るバロメーターとなっていた。
1990年代後半以降から深夜アニメを主とした大人向けアニメが急増したため
、少子化情勢も重なっていることもあり、子供向け作品は少数派となっていくと同時に、ビジネスモデルが変化していった。
深夜アニメの場合、ビデオグラム版（DVD・ブルーレイなど）の販売促進を主とした戦略となる都合上、どの作品であってもビデオグラム版の販売元がスポンサーに付く傾向にある。製作委員会関連のものだけでなく「スポットCM枠を埋められるか」も重要になるため、経済力の低い地域や民放衛星放送では、なかなか埋められるだけのスポンサーを獲得する事が厳しい状況にある（後者の場合はローカルスポンサーが付きにくい性質を抱えているため）。

## 放送技術・素材の変化

### 放送素材の変化
フィルム草創期からフィルム撮影で原盤を制作し、原版から放送局に納品するフィルムを作成して放送する形態が長年続いていた。この手法はフィルムの経年劣化や、再放送での連続使用による劣化の問題が生じている。
VTR1990年代、音声多重放送が一般化する頃とほぼ同時期に放送局納品の素材がフィルムからVTRに切り替わる。これはセルアニメからデジタルアニメに制作方法が移行したことによる。テロップ挿入などが容易になる利点もあり、VTR移行前後にはテロップを多用するアニメも見られた。
デジタル記録媒体

### 再視聴方法の変化
テレビ再放送・総集編映画
この他、8ミリビデオやカセットテープ（音声のみ）でかろうじて記録する方法もあった。
ビデオテープ
古くは統一I型やUマチックが存在したが、大衆的に普及したのはVHS・ベータマックスの登場以降となる。レンタルビデオ店もともに広まった。
レーザーディスク・VHD
一部で用いられた。
ビデオCD
日本では広まらなかったが、海外で広く利用された。
DVD
2000年代からDVDプレーヤーやPS2の普及にあわせ、映像ソフトはDVDが主流となった。
Blu-ray Disc（BD）
DVDと並行して販売されるようになり、BDプレーヤー、BDレコーダー、BD対応ゲーム機等の普及にあわせ、BDにほぼ一本化されていった。旧作を、より高画質のBlu-ray Discに最適化するようHDリマスターを施されるケースも増えた。
インターネット配信・ビデオ・オン・デマンド
高速回線拡大にあわせて普及し、ソフト販売やテレビ放送を行わずインターネット配信限定とするものも増加した。

### 放送技術の変化
2000年代のBSデジタル放送や地上波デジタル放送（地デジ）の開始により、16:9のワイド画面とデジタルハイビジョン放送が一般的になる。しかし登場当初はハイビジョン対応の制作・放送機材などが非常に高価で、NHK BS-hiでの放送作品以外はSD画質をアップコンバートするものが主流であり、4:3サイズと16:9サイズの作品が混在していた。
2000年代後半に入ると、放送局や制作会社においてハイビジョン対応の制作・放送機材への更新が進むにつれて、民放作品でもハイビジョン制作の作品が次第に増加し（長寿番組の場合は途中でハイビジョン制作に移行して行った）、地アナ放送終了後の現在、新規に制作されるテレビアニメは全て16:9ハイビジョン制作になっている。地上波民放各局では16:9サイズで制作された作品を地上波デジタル放送では額縁放送（場合によっては画面の左右カットの4:3サイズ）放送の放送局も存在したが、地上アナログ放送廃止に向けて全てフルサイズ放送に移行した（独立局各局でもキー局およびその系列局よりは遅れたが、対応を完了させた）。
なお、2009年9月期までのTBS製作作品 や、かつてのテレビ東京系列局製作作品の一部においては、16:9ハイビジョンマスターでも地上波ではデジタル放送も含めて4:3左右サイドカットとなっていた。
元々4:3の画面で制作・放送された作品の再放送にあたっては、地デジへの完全移行との兼ね合いから映像左右にその作品専用のサイドパネルを付けた画面での放送に変更したものもある。

### 音声放送
かつてはモノラル放送が主流であったが、VTR素材納入が一般化した1990年代半ば頃からステレオ放送が主流となった。デジタル放送の進展とともに5.1chサラウンド放送を行う番組も登場している。

### 連動データ放送
全日枠作品ではMBS土曜18:00→日曜17:00枠作品や読売テレビ製作作品が比較的早い時期から連動データ放送を実施していた。
2009年頃からは完全地デジ移行の影響もあってか、「ニチアサキッズタイム」やTXN19:00枠などのように連動データ放送を実施する作品・放送枠も増加傾向にある。同時ネットによるリアルタイムの視聴を促進すべくミニクイズや視聴ポイントを設定し、これらに応じてデジタルコンテンツの配信やプレゼントの抽選などを実施するケースもあるが、データ放送の仕様上ローカル局の遅れネットや、BS・CS放送では、ネット局側の臨時枠移動時の視聴者保護措置として制作局が裏送りをした場合 や、遅れネット局側や衛星放送側で独自の連動データ放送を実施した場合などの一部例外を除いて対応できない。
その一方、深夜アニメでは『ロミオ×ジュリエット』・『ラストエグザイル-銀翼のファム-』（いずれもCBC製作）、『武装神姫』以降のTBS製作作品、『革命機ヴァルヴレイヴ』シリーズ・『鬼灯の冷徹』および『悪魔のリドル』、『スーパーアニメイズム』枠各作品（いずれもMBS製作）程度に留まっている。
UHFアニメ（キー局系列局製作参加のものを除く）では長らく存在していなかったが、2014年頃に入るとTOKYO MXが自ら製作に関与している一部のアニメなどで連動データ放送を実施する作品が登場している。

## 音楽・アニメソング
スタッフクレジットとは別に、全日枠アニメの場合はオープニング、エンディングには歌詞字幕が挿入される事例も多い（深夜アニメではごく少数しかない）。
作品によって歌詞字幕の漢字にルビのあるもの、漢字を用いないものもある。しかし近年では歌詞字幕の使用率は低下し、2000年代以降は歌詞字幕がない作品の方が多い（商業用テレビアニメ放送開始時の1960年代も少なかった）。

### アニメソングの変遷
商業用テレビアニメ放送開始時から、タイトルや歌詞に作品名・キャラクター名が挿入されているものがシリーズ通して使用された。1970年前後から、アニメソング（略称「アニソン」）を専門で歌うアニメソング歌手が登場した。
1980年代前半に放送された『うる星やつら』は、シリーズ途中でオープニング・エンディング曲を変える試みを行った。これがレコード会社に大きなビジネスチャンスとなり、以後、長期シリーズに関しては主題歌を1〜2クールで変える作品が多くを占めるようになる。
1980年代以降はレコード会社のタイアップ戦略により、ソニーミュージックグループ・エイベックス・ビーイングなど各レコード会社の新人セールスの重要な要素の一つとなる一方、2016年時点では作品に出演する声優（および声優ユニット）自ら歌唱するアニメソングも増加傾向にあり、更にはキャラクターソングやアニメ派生の2次元アイドルが人気を集め、既存のアニメソング歌手を取り巻く環境は厳しくなっていると指摘されている。
2000年代頃から1つのアニメ作品に対しエンディングが毎回異なる楽曲ないしアニメーションを用いる作品も登場したり、または（基本の曲や歌詞は同一ながらも）歌唱の出演声優を毎回変えたり、次第に声優の人数を増やすなどの演出も登場するようになった。
一つの作品シリーズに複数のレコード会社・音楽出版社・芸能プロダクションが主題歌制作に関わることもあり、JASRACおよび各社で保有する著作権との調整の結果、以下の例も見られるようになる。
- ベスト盤CD制作の際に、主題歌の多くを、もしくはサウンドトラックを制作している会社が代表して発売する[注釈 37]。
- 映像パッケージ版を発売する際に権利調整が難航した結果、オリジナル版の主題歌を使えなかった[注釈 38]、もしくはその曲を使用したパートを丸々未収録にした[注釈 39]。これは「テレビ放送用」と「映像ソフト用」で個別の契約が必要になり、著作権料支払いのシステムが異なるためで、同様の理由で既存の楽曲をテレビ放送版の劇中でそのまま使用した場合、（権利者の許可が出ない場合）ソフト化にあたっては別の曲への差し替えが行われる場合がある。

## 表現の自主規制
公共性の高いテレビ放送で視聴するため、性的・暴力・流血などの刺激的な表現、商標（企業名・商品名・ブランド名）などについて、料金を支払い視聴、購入する映画や漫画などの書籍より厳しい基準による自主規制が行われている。なお、アニメ映画のテレビ放送には映画倫理委員会の映画のレイティングシステムが適用される。

### 自主規制の基準
放送事業者が自主的に放送基準・番組基準（放送コード）を定めて運用することが電波法、放送法により規定されている。将来、映像コンテンツ倫理連絡会議が設置が予定されている。

### 放送倫理・番組向上機構（BPO）
欧米諸国や豪州ではテレビ番組に対して明確なレイティング認定を行う公的機関があるが、日本には同様の公的機関が存在しない。
代わりに「番組を監視して罰するのではなく、放送事業者が自主的に問題を解決するために視聴者と放送局の仲介をする」 NHKと民放連加盟会員各社による任意団体「放送倫理・番組向上機構」（BPO）がその役割を担っており、「放送事業者は放送倫理・番組向上機構判断に従い忠実に守るとの合意」 上に番組制作が行われている。

#### 放送倫理・番組向上機構 (BPO)の回答要請
自主規制の要となる団体から、回答要請が出ることは放送事業者にとって重要な意味を持っている。
2001年：『らいむいろ戦奇譚』
編成上の都合でアダルトゲームを原作としたアニメを18時台に放送したことに対し、独立局のサンテレビが回答要請を受けている。
2002年：『機動戦士ガンダムSEED』
性行為を思わせるシーンが18時に放送されたことに対し、製作局であるMBSが回答要請を受けている。2005年には続編の『機動戦士ガンダムSEED DESTINY』が「放送と青少年に関する委員会」で議題となったが、回答要請までは至らなかった。
2014年：『最近、妹のようすがちょっとおかしいんだが。』
女子高生の自慰行為またはそれを想起させる内容がプライムタイム（22時台）で放送されたことで、TOKYO MX、サンテレビが回答要請を受けた。両放送局とも回答を待たずに第5話以降の放送を深夜枠へ変更した（BS11では最初から翌3時台で放送した）。
委員会は、民放連・放送基準第18条で記されている「児童および青少年の視聴に十分配慮する」時間帯が「21時まで」とされていることは踏まえた上で、一方、「21時を過ぎれば青少年への配慮をしなくてよいということではない」と結論付けた。

### 自主規制の運用
上記のように日本国内の放送事業者全体で統一された表現規制基準は存在せず、製作局もしくはネット局でバラつきが見られるのが現状である。
2000年代以降、全般的には表現規制が緩い傾向がある深夜番組であるはずの深夜アニメでも、一部放送局を中心に表現規制が厳格化する傾向にある。

### 自主規制の内容

#### 放送問題用語
基本的に、原作・脚本・構成の段階で問題になる用語や表現は削除するか、支障のない表現に変更される。また、同様の理由でアニメ化に際し、問題のあるタイトルの語句が変更される場合もある。一方で演出上あえて意図的に抵触する言葉を使い「自主規制音」や隠喩的な表現で演出をする作品も存在する。
しかし、制作当時に「自主規制の対象外であった言葉や表現が使用された作品」の再放送とパッケージ化がされる場合、自主規制対象と判断された部分がカットされ、会話が途切れるなどの問題が発生した。その後、著作権の一種である著作者人格権を考慮し、「原作者のオリジナリティを尊重して原版のまま放送する」「作品の時代設定を考慮する」「差別を助長する意図はない」などの諸注意の文面を入れた上で、該当語句をノーカットで放送する場合もある。

#### 映像演出
上記の一件以降、特に点滅の表現が厳しく規制されており、銃撃戦のシーンなど減光や残像処理が行われている。過去の作品の再放送やパッケージ化においても同様の処理が行われることが多くなっている。

#### 飲酒・喫煙の描写
年齢設定が未成年の登場人物の飲酒、喫煙シーンがほとんど描かれなくなり、描かれる場合も「未成年の飲酒（喫煙）は法律で禁止されている」旨の注意が表示（記述）されるようになっている事がほとんどである。

#### 性的・暴力描写
少年犯罪の増加を裏付ける明確な証拠は見当たらないにもかかわらず、1997年2月に発生した神戸連続児童殺傷事件を契機に、具体的な根拠を明確に提示しないマスコミ（キー局・全国紙）による、集団ヒステリー（モラル・パニック）的社会批判（メディア効果論も参照）が全国に広がり、「漫画やアニメの性・暴力表現が犯罪を助長する」要因とされ、暴力描写規制なども含む包括的な自主規制に発展していった。
過去にアメリカでも、類似した騒動が発生し、コミックス・コードの立ち上げによる厳格な自主規制が行われた例がある。
流血描写
～1990年代中盤頃：ゴールデンタイムの作品の一部は、暴力・流血描写にシルエット演出を施すことで残虐な人体破断・爆裂などを表現的に抑えた上で放送した。『キン肉マン』では、ラーメンマンがブロッケンマンをキャメルクラッチで身体を真っ二つにして殺害するシーンが、ラーメンマンがブロッケンマンを麺の生地のように身体を捏ね、ラーメンの手打ち麺にして食べてしまうという、シュールなギャグシーンに差し替えられている。
2000年代以降：全日帯ではMBSなど一部を除いて流血表現がほぼ消滅（2000年代のMBSでは竹田靑滋プロデューサーの方針で自主規制を弱めていた）。また子供向け特撮ヒーロー番組でも徐々に減少。
性的描写
～1990年代中盤頃：ゴールデンタイムの作品の一部に、女性キャラクターの下着姿や乳首などを露出するお色気（エロ）場面を含むもの が存在していた。
2000年代以降：全日帯ではMBSなど一部を除いて性的表現がほぼ消滅。またテレビ東京は深夜にも一部規制が及んでおり、萌え・ロリ・エロ（半裸、パンチラなど）の表現を多用したい製作会社は表現規制の厳しいテレビ東京以外の局を模索する傾向に走り、独立局、BS/CS局などに移行するようになった。女性のセミヌードや下着が映る描写も湯気や閃光などの白ボカシなどで乳首や局部を隠す事例が増えているが、AT-Xでは対象年齢の制限を設けることにより、本来の映像でかつプライム・ノンプライムの時間帯で、曜日も問わずに放送されている（無料放送時 には一切視聴できない）。
作品の設定上から性的刺激が強い場面を多用する場合、テレビ局側の自主規制基準を見越して当初の意図通りの内容を「ディレクターズカット版」などのパッケージ化販売が前提になっている事例もある。
深夜アニメの一部では、女性キャラのスカートが大きく捲れているシーンでも、下着をあえて描かず、臀部やビキニラインを見せることで「下着ではないので規制対象ではない」とする自主規制を逆手にとったお色気シーンも存在する。

### 商標・著作権など
大抵は実在する企業名・商品名（商標）などを用いないよう改変される事例がほとんどだが、一部には企業側の承認済み、もしくはタイアップ（宣伝）の一環として実在の名前が使われる事例もある。
類似の事例として、実在の街を舞台とした作品でリアリティを出すため、各店舗の協力を得た上で実在の店名や看板などが背景に使われることもある。

### 放送自粛・中止
作品と直接的な関係はないが、事件や事故、自然災害などにより、放送局の判断で行われる。

### 宗教関係
実在の宗教に触れる際、歴史上の宗教家や信者への中傷や侮辱がないよう配慮されなければならないが、特にイスラム教に関する規制が厳しく、聖典のクルアーン（コーラン）や音楽が不適切に引用されたことが判明し、テレビアニメやOVAで当該のシーンの改訂を余儀なくされたこともある。
- 例1：『ジョジョの奇妙な冒険 スターダストクルセイダース』（OVA版）『Adventure 6 -報復の霧-』の中で、DIOがアラビア語の書物を読みながら主人公一行の殺害を部下に命じるシーンがあり、この書物の文章がクルアーンの一節「雷電章」の引用であることが判明した[20]。これを視聴したイスラム教徒が「イスラム教に対する侮辱で受け入れられない」として反発。原因は制作スタッフがアラビア文字の資料を探したところ、それがクルアーンであることを知らずに転写したためであった（原作ではクルアーンは描かれておらず、イスラム教を侮辱する意図は一切含まれていない）。これに対し、集英社と制作会社（A.P.P.P）は「イスラームとその文化についての理解を一層深めるべく、努力する所存」と謝罪し、該当DVDの出荷を停止。その後の2009年2月より原作の該当箇所を訂正した改訂版が販売再開された[21]。
- 例2：『ノラガミ ARAGOTO』（全13話）で、作中のBGMにてイスラム教の音楽が不適切に使用されていたことが判明したため、公式サイトで謝罪のコメントを掲載するとともに、当該の音楽が収録されたサウンドトラックが回収され、Blu-ray Disc/DVDの発売を延期することとなった[22]。この影響でBSフジの放送分が9話をもって打ち切られ[注釈 46]、代替策として、2016年1月に残りの10話〜13話がBS11で放送された。

## アニメブーム
詳細は、「日本のアニメーションの歴史・深夜アニメ史・UHFアニメ史」を参照。
顕著な成長を遂げている時期を「アニメの成長期」もしくは「アニメブーム」と呼ぶ。以下の分類において参考にした関連書籍の略称を挙げる。
- 増田：増田弘道『アニメビジネスがわかる』/津堅：津堅信之『アニメーション学入門』/氷川：氷川竜介『世紀末アニメ熱論』

以下、便宜上アニメブームを3つに分けて解説しているが、評論家によっては主に『鉄腕アトム』によって引き起こされたアニメブームを第一次としないために、第二次・第三次がそれぞれ繰りあがって、第一次・第二次と呼ばれる場合がある。

### 第一次アニメブーム
発生期間
1963年〜1960年代末。『鉄腕アトム』の放送開始からアニメ定着期まで。（増田）
1960年代。（津堅）
発生要因・結果
『鉄腕アトム』による第一の衝撃。（氷川）
『鉄腕アトム』のヒット。およびこれを受けての新規事業参入者によるテレビアニメの新作数の増加。子供の間でのアニメの定着。（増田）

### 第二次アニメブーム
発生期間
1977年〜1991年。『宇宙戦艦ヤマト』劇場版公開からOVA発売タイトルピークまで。（増田）
1970年代後半〜1980年代後半。（津堅）
『さらば宇宙戦艦ヤマト』の公開前後。（小川びい）
1977年〜1985年。ハイターゲットアニメが増加傾向だった時代。ブーム終了の認識がされたのは「マイ・アニメ」「ジ・アニメ」「アニメック」が休刊していく翌年以降。（藤津亮太）
発生要因・結果
『ヤマト』、『ガンダム』による第二の衝撃。（氷川）
『宇宙戦艦ヤマト』劇場版のヒット。およびこれを受けての青年層のマーケット開拓。ビデオの普及による新たなビジネスモデルの登場。（増田）

### 第三次アニメブーム
発生期間
1995年〜現在（2007年出版時点）。『新世紀エヴァンゲリオン』放映からテレビアニメ製作数を更新中の2007年現在まで。（増田）
1990年代後半。（津堅）
『新世紀エヴァンゲリオン』前後。（小川びい）
特定できない。（藤津）
発生要因・結果
『新世紀エヴァンゲリオン』による第三の衝撃。（氷川）
『新世紀エヴァンゲリオン』のヒット。その後、『ポケットモンスター』『もののけ姫』『千と千尋の神隠し』などのメガヒットが続くことによって起きた、さらなるアニメ視聴者層の拡大。メディアの多様化、増加。ファイナンスシステムの多様化。収益構造の多様化。デジタル技術による生産性の向上。（増田）

## ビジネスモデル
2000年代以降、小・中学校の週休2日制度導入で視聴が可能となった土・日曜日の午前枠を中心とする、玩具販売や原作漫画販売などのキャラクタービジネスを主目的とした子供向け作品、『サザエさん』等のまだ視聴率が期待できるファミリー向け作品と、『エヴァンゲリオン』後のアニメブームで増加した「アニメオタク（アニオタ）」向け作品の分離という二極化が進行した。アニメオタク向け作品は製作委員会方式作品が多く、主に三大都市圏の各テレビ局や衛星放送局の深夜で放送を行い、本放送後にパッケージ販売・ソフトのレンタルなどで作品を供給し、収益をあげるという構造になっている。特にコンテンツが乏しく
スポンサー料の安い放送枠が多い独立放送局は多くのアニメを放送した（UHFアニメ）。ただし独立局各局においては、キー局各局と比べると採算ラインが低いことから、ゴールデンタイム帯で放送するアニメもある。

### 全日帯
1990年代後半の視聴率低下はアニメ業界に多大な影響を及ぼした。フジテレビのアニメプロデューサーで執行役員も務める清水賢治によると、「少子化の影響や塾通いの増加による子供たちの夕刻〜19時台の在宅率の低下が大きい」と語り、一時はアニメ自体の放送を取り止めることも検討されたほどであり、結局は土日の朝枠に移動させる動きが主流になったという。
さらにファミコン登場以降、家庭用ゲーム機の普及で子供の関心がゲームに移ったことで、アニメ関連の玩具売り上げ低下によって玩具メーカーがスポンサーから撤退し、夕方からゴールデンタイムにかけての放送枠確保が難しくなっていた。
2000年代後半になると、キー局各局ではゴールデンタイム枠放送作品の消滅が相次ぐ（テレビ東京系列については後述）。深夜アニメ本数当時最多を記録した2006年にはゴールデンタイム側は逆に撤退戦の状況となり、フジテレビ系列では2006年9月、日本テレビ系列では2009年3月を以ってゴールデンタイム帯からアニメ枠を撤退した。更にテレビ朝日系列の金曜日の2枠も、2019年9月をもって土曜夕方枠へ移動しゴールデンタイム帯から撤退したため、2025年現在の4大キー局系列にゴールデンタイム帯の放送作品は存在しない。TBS系列では1994年3月の『まんが日本昔ばなし』（毎日放送制作）を最後にいち早くゴールデンタイムからアニメ枠を撤退している。
テレビ東京系列では、1990年代後半以降も一貫してアニメ作品の本数を増やしており、2025年現在に至るまでゴールデンタイム帯のアニメ作品（金曜19時台前半枠の『ポケットモンスター（第8シリーズ）』）が存在している。ただし、ゴールデンタイム帯のアニメ自体は4大キー局系列と同様に本数の増減を繰り返しており、2018年9月をもって木曜19時台放送枠2本が日曜夕方枠へ移動してから2020年9月にかけての2年間までは、同系列におけるゴールデンタイム帯でのアニメの放送が一時的に皆無となった。2010年代末期に入ると平日夕方の放送枠が段階的に削減されるなど、子供向けアニメの放送自体も縮小傾向にある。テレビ東京（広報・IR部長：大木努）は2007年に「アニメはもう子供たちのファーストチョイスではない」と述べている。
少数ではあるが、2010年代に入ると、少子化情勢や編成の都合などによりテレビアニメ番組の「単独での」制作を取りやめる放送局も出た。例えば名古屋テレビ（メ〜テレ）では、2017年10月期に情報番組『サンデーLIVE!!』（テレビ朝日・朝日放送テレビ・名古屋テレビの共同制作）の開始に伴う改編により、同年9月を以てテレビアニメの単独制作から撤退、その後はテレビ朝日や朝日放送テレビの深夜アニメの製作委員会に散発的に参加している。

### 深夜帯
1995年の『新世紀エヴァンゲリオン』の商業的成功によりコアなファン対象の作品が多数制作され、放映権料の高いゴールデンタイムではなく、夕方の放送を中心に多数の制作会社が参入し、放送枠が不足すると深夜枠の開拓が始まった。大量生産に有利なデジタルアニメが普及し、テレビ東京や独立局、BS局やCSアニメ専門チャンネルなどで放送作品も増加したが、過剰な数の作品制作と負担の増加により、作画やシナリオを崩壊させる品質の低下、更には制作スケジュールの遅延による放送スケジュールの破綻に至る事例が続出、1クールの放送枠を「完走」すら出来ない事態まで至る作品まで出た。
かつてはテレビ局が企画に関与することが多かったテレビアニメだが、ここに至っては深夜枠は一種の「試写室」の扱いとなり、通信販売番組と同じようなビジネスモデルに変わっていった。
こうして2000年代に本数は急増したが、2000年代前半のフジテレビ深夜帯では地デジ化工事による放送休止と重なって放送枠が逼迫した結果、編成の混乱が発生し最終回まで放送されないアニメが続出、2008年に発生したリーマン・ショック・世界金融危機の影響などから2010年頃には本数が減少するなどの影響が出た。2010年代前半にはリーマンショックの影響を脱し本数は再び増加した。

#### 視聴層の二極化とパッケージ販売(ビデオソフト化)による制作費回収システム
深夜アニメのターゲットはアニメの関心が強いアニメオタク層であり、パッケージ販売のためのプロモーションの性格が強い。そのため製作委員会各社がスポンサーとなり、番組枠を買い取って放送するケースも多い。深夜枠放送作品は、DVDおよびBlu-ray Discなどのパッケージ販売が主な収益だったことから、付加価値を高めて購買意欲を刺激する必要があり、以下の事情により本放送とは異なる改訂・増補がなされる場合もある。
1. 放送の修正（リテイク）
  - 制作スケジュール破綻、またはそれに近い状態になったエピソードが多発した作品に多く見られる。クレジットやテロップの修正も含まれる。
2. 表現規制を制作意図に戻す。
  - お色気や流血など刺激の強い表現で、テレビ放送時に規制されたものを本来の状態に戻すために、追加もしくは差し替えが行われる。また「自主規制音」の部分が、別音声として収録された作品もある（『ハヤテのごとく!』・『生徒会役員共』など）。
    - 逆に版権・著作権の問題などからソフト化の際に規制が追加されたり、内容が一部改変されるケースも少ないながら存在する。例として『銀魂』ではテレビ放送版で流れたパロディ元の原曲が、映像ソフト版では別の曲に差し替えられることも多かった。
3. 画面枠（アスペクト比）の変更。
  - 2009年9月期までのTBS製作作品や、かつてのテレビ東京製作作品の一部では、「16:9」の画面サイズマスターを地上波での放送時には画面の両端をカットし、「4:3」のサイズで放送する例がほとんどであった（2009年当時は地上デジタル放送が普及途上にあり、受信できない地域が多かったため）。パッケージ化の際には元の「16:9」として販売される。
4. 全バージョンの収録
  - CMなどの放送用の素材を特典として収録。
  - パッケージ版の販促を意図して、放送地域別（衛星放送を含む）に一部シーンの別バージョンを放送する作品では[注釈 50]、全バージョンが収録されている。
5. 未放送部分の収録
  - 本編の一部・結末を放送せず、またその部分を別売りにする手法に対して視聴者の不満は大きいが、パッケージ販売に制作費を大きく依存する深夜アニメ制作の難しさが浮き彫りになっている。
    - 本編のエピソードの一部を放送しない - 作品全体の内容の理解には支障がないが、パッケージ版で背景や人間関係がより深く理解できるといった内容になっている。未放送回の存在は事前にウェブサイトなどで告知されていることが多い。
    - 本編の結末を放送しない - 2003年〜2004年のフジテレビやテレビ朝日の深夜アニメで顕著に見られ、地デジ放送準備工事に伴う放送終了時間繰り上げや特別番組やスポーツ中継などによる放送スケジュールの都合で最後まで放送できない作品が続出し、パッケージ版か衛星放送などでしか結末を視聴することができなかった。
      - 2011年には東日本大震災による影響（報道特番による休止・災害描写への配慮、放送枠の不足など）から最終回が放送できなくなった作品もある。
      - 『かしまし 〜ガール・ミーツ・ガール〜』のラストシーンがDVDに収録される真の最終回への露骨な誘導であったことから、ラストシーンのセリフをとって「あのね商法[36]」などと呼ばれている。
6. 新規の映像の追加収録
  - 番外編・後日談・短編アニメで、本編からやや離れたパロディ色が強い内容のものを収録する作品が多い。従来の人気作品の続編や番外編をOVA、劇場版を制作するという手法の延長線上にある。一部はリリースの後日ないし先行の特別番組としてテレビ放送するケースもある。
7. 主題歌などの音源CDを同梱
  - 主題歌や挿入歌・サウンドトラック・ドラマCDなどを単品として発売せず、映像ソフトの特典として同梱させる事例も増えている。一部は後日単体のアルバムとして発売されるケースもある。
8. 関係者出演の特典映像・音声を収録
  - アニメ本編とは別に、オーディオコメンタリー、出演声優や制作スタッフのトーク、その作品制作の裏側に密着したドキュメンタリー、イベント、ライブなどの映像、出演声優によるバラエティ番組的な内容などを映像特典として追加収録する例も多い。
    - 関連イベントやライブ映像を単品ソフトとして制作・販売する事例も少なくない。
    - 販促の一環として作品関連のグッズ類や、各種イベント参加整理券もしくは応募券、チケット優先販売申込券などを同梱することもある（一部店舗もしくは通信販売限定のものもある）。

### インターネット配信
2000年代半ば以降、上記のパッケージ販売市場が縮小傾向にあることから、製作各社はそれに代わって海外市場を含む「インターネット有料配信」によるビジネスモデルへのシフトしており、テレビ放送よりも重要な存在となった。その際、日本の首都圏における「テレビ放送（地上波による放送）の実績」の有無がネット配信業者への販売価格を大きく左右する ことから、純粋な意味のWebアニメは長らく少数派に留まり、ネット配信に並行して何らかの方法でテレビ放送を行う場合が多い。

#### インターネット配信の現状と弱点
- 権利者（原作者や遺族など）の意向によっては有料配信すら許諾されない場合もある[注釈 51]。
- 大半の作品が地上波の放送より遅れて配信される。ただし、有料配信の場合は一部最速放送局よりも早く配信するケースがあり（日本テレビ製作深夜アニメ番組など）、ABEMA参入後は最速放送局と同時、もしくはそれよりも早く無料配信するケースも登場している。
- 「有料配信のみ」を基本とする放送枠や、製作会社（東映[注釈 52]、KADOKAWA[注釈 53] 製作作品など）もあり、近年ではこれらに限らず特定配信サイトの「独占有料配信」作品も増えている。
- 配信企業が製作委員会に加わったりプロジェクトを主導するケースもあり『シドニアの騎士』では製作会社がNetflixと直接契約し、日本国外でのインターネット配信を独占させる契約で制作費を調達した。また同じ制作会社による『BLAME!』はNetflixのオリジナルコンテンツとして制作された（日本国内では劇場でも放映された）。
- 肖像権の都合上、声優やスタッフの出演する特番や実写パートが配信されない場合もある[注釈 54]。
- インターネット回線速度に影響を受けやすい。ただし、光回線が日本のほぼ全域に普及してきたことで改善が進んでいる。
- 有料配信の場合、料金支払方法がクレジットカードやウェブマネーなどに限られ、ほとんどが口座振替の支払いに対応していないため、クレジットカードを持てない低年齢層や低所得層（フリーターなど）には障壁となる。
- テレビ放送と異なり、HDDやBlu-ray Discといった外部記憶装置（ストレージ）への録画やダビングもできないうえ、画質（ビットレート、フレームレート）もテレビ放送より劣る。
- スマートフォンでも視聴可能な配信サービスも普及しつつあるが、Wi-Fi接続でないと大量のパケット通信料を発生させたり、長時間の再生でバッテリーの消耗を早める恐れがある。
  - 児童の場合、保護者の承諾や理解がないとスマートフォンの所持も望めず、無料配信のみの利用も困難になる。

#### 違法アップロード
上記のような現状を背景に、極力少ない時差（遅れ）で視聴するため、Winny・Shareなどのファイル共有ソフトや、日本国外の動画共有サービスを用い、作品を違法にアップロードする行為が問題になっている。
動画共有サービスの場合、権利者から要請が確認できれば削除されることもあるが、YouTubeなどに比べて知名度の低い海外サイトの場合、対応が杜撰になりがちで、正当な要請でも無視されることがある。一度作品がインターネット上にアップロードされると際限なく複製され、完全に止めることはほぼ不可能になるため、パッケージ販売の収益で制作費用を回収している製作関係会社にとっては死活問題であった。
そのため、番組冒頭に「（権利者の許諾を得ず）インターネットにアップロードするのは違法である」旨のテロップを流して注意を促したり、アップロード元の放送局（ローカル局）を特定できるようチャンネルロゴ表示を表示するなどの対策を採り、また2012年10月の改正著作権法施行により、ダウンロードにも罰則が課されるようになるも、効果はあまりないのが実情であったが、後述の公式配信の充実と共に減少して行く。

#### 公式動画配信の変遷
『機動戦士ガンダムSEED』および続編『機動戦士ガンダムSEED DESTINY』では、番組スポンサーのNTT東日本・西日本両社が提供する光サービス『フレッツ光』加入者専用サイト「フレッツ・スクエア」にて放送終了直後に配信を行なっていた（ただし1週遅れの地域ではその遅れを反映しての配信であった）。
2000年代中盤には高速回線が次第にカバーエリアを拡大した。2005年4月に開設したGyaO（現：GYAO!）やBIGLOBEストリーム（後のアニメワン。2013年にサービス終了）は、『B型H系』（UHFアニメ）や『れでぃ×ばと!』（AT-X独占放送）などで製作委員会に出資しているなど作品製作にも関与するようになり、映像画面周辺に広告を挿入し、広告収入を利用した無料配信サービスを相次いで開始したことで、地上波での放送が視聴できなくても、インターネットで視聴できる機会が大幅に増えることになった。
この場合、テレビ放送に前後した一定期間（3日間 - 最長1週間程度）は無料で配信し、その後は有料で配信することが多い。また、『亡念のザムド』などのようにWebアニメとして配信された作品が後日テレビ放送されるケースもある。
2007年に放送された『スカイガールズ』の場合、「エリアキャスト」と呼ばれる技術を使って「放送エリア外地域」に限ってのネット配信を行なう試みを行った が、これは普及には至らなかった。
2008年にニコニコ動画発アニメ第一弾として『ペンギン娘♥はぁと』が配信された。2009年の『化物語』は終盤の数話をネット配信とした。
違法アップロードに対する措置も兼ねるべく、2010年7月にドワンゴが運営する動画配信サイト「ニコニコ動画」がアニメ番組の公式配信事業へ本格参入を表明。次第に期間限定ながらも無料で配信される作品も増加し、（DVD/BDの発売後でも）1話目のみを常時無料で配信するケースが主流になった。また、本放送終了後や2期の制作発表などに合わせニコニコ生放送で全話一挙生配信を行うケースも増加し、後述のABEMAなどでも同様の一挙配信が普及している。
これに呼応するように製作側がニコニコ生放送などのネット配信を積極的に宣伝活用するケースが増え、声優やクリエイターを出演させる企画番組も続々誕生。放送に変わるアニメ公開媒体としての存在感を高めていった。
2010年代にはスマートフォンによる動画視聴が普及し、2010年代半ばに入るとdアニメストア（一部テレビアニメの製作委員会にも参加）などの主にスマートフォン向け配信サイトの増加や、海外の大手配信サイトの日本進出など、従来の映像ソフトビジネスが頭打ち状態に入る中で海外市場も視野に入れた有料インターネット配信ビジネスが活発化した。
TOKYO MXは2015年7月よりスマートフォン専用アプリ『エムキャス』を利用しての全国への同時配信サービスを開始した（ただし著作権などの都合上配信されない番組もあった）が、2024年にTVerに事実上統合され、廃止となった。
ABEMAは2016年7月より一部新作を最速無料配信（一部はテレビ最速放送と同時無料配信）する「新作TVアニメチャンネル」を開設、新作テレビアニメ配信事業に参入。
2020年代にはインターネット配信による配信料が収益の柱となっており、パッケージは収益よりもグッズや特典と組み合わせるファン向けのアイテムと言う傾向が強まっている。
NHKは2020年3月より総合・Eテレの同時常時配信・見逃し配信の「NHKプラス」を開始した。
楽天グループは2021年よりRチャンネルで「アニメ」・「名作アニメ」を開設。

### レンタルビデオ
かつてはアニメ関連のレンタルビデオ市場も規模が大きかった。しかしネット配信の普及により、レンタルビデオ店の閉店が相次いでいる。

## 日本のテレビアニメの放送における諸問題の現状

### 時間帯の競合
民放とNHKを合わせた、2局以上のチャンネルで異なるアニメ番組を同時に放送することによる競合の発生は古くから見られるが、ローカル局でも土・日曜日の早朝・夕方枠にアニメ・特撮番組が集中し、競合することがある。
テレビ東京の系列局と独立局を有する、東名阪地区の場合はなおさらであり、本放送のみにこだわるならば複数の録画機器か、2番組以上の同時録画が可能な録画機器を使用しないと視聴できない時間帯がほとんどであり、再放送を含むと、2020年現在では3番組以上の同時録画が可能な録画機器でないと視聴できない時間帯も多く見られる。また、BSデジタル放送では、BS-TBS を除いたキー局系BS民放4局とBS11ほか各局で23 - 翌1時台に複数の番組の重複が恒常化している。
地上波における時間帯の競合を回避するために枠の曜日変更を行った例も存在する。
2015年4月期には同じ『週刊少年サンデー』連載原作アニメ同士による競合も発生している。

### 再放送の減少
- 1980年代後半に入ると地上波キー局系列での再放送は全体的に減少傾向にある。これはビデオデッキの普及も大きいとされる[46]。

### 地上波での民放アニメ番組の地域格差の諸問題
民放向けテレビアニメは「地上波での放送」を前提に企画・製作される傾向が強い。これは2010年代に入るとインターネット配信ビジネスにおける国内外不問で配信業者への販売価格が「（特に日本の首都圏での）地上波での放送した、という実績」の有無に大きく影響されることにあり、「地上波で放送されたことのない番組」の販売価格が不利な傾向になるためである。
一方でNHKではBS放送向けに企画・製作されているものも多い。
2000年代以降、4大ネットワーク（日本テレビ、テレビ朝日、TBS、フジテレビの各系列）の系列局における同時ネットの放送番組が減少傾向にある一方で、上記に記したコアなファン向けに急増した深夜アニメなどのローカルセールス枠放送番組の場合、大都市圏（特に東名阪地区）以外では余り放送されておらず、地方局で放送されても遅れネットの幅が大きい番組も多く見られる（クール単位あるいは年単位=4クール以上の遅れに至る事例もある）。
また、製作局での本放送時間帯が諸事情で変更ないし放送期間の延長などで編成の折り合いが付かず、一部の地方局ではシリーズ途中で打ち切られる例もたまに見られる。
なお、長らく作品の舞台となる実在する地域（またはモデルの地域）や、原作者の出身地である地元局で放送されない事例が多かった。しかし舞台となる地元側から地域おこしの一環としての要望 や、ファンによる聖地巡礼（舞台探訪）文化の定着などから製作側が当初から舞台地元局での放送を念頭に置く事例 が増加し、さらに青森県弘前市を舞台にした『ふらいんぐうぃっち』では青森放送が、香川県を舞台にした『うどんの国の金色毛鞠』に西日本放送が、それぞれの製作委員会に参加している。

#### テレビ東京系列
子会社BS局であるBSテレビ東京（旧・BSジャパン）でのアニメ番組の放送は、開局当初から親会社のテレビ東京の全日帯アニメの大半（一部の作品除く）を遅れネットしていた一方で、深夜アニメの放送実績は2010年代半ばまで全体的に乏しく、2010年代後半以降に毎クール当たり数本程度ネットしている。また、2021年4月期からは系列外の無料BS局（BS11やBS日テレ、BSフジなど）でも一部の番組に限って遅れネットが行われるようになっている。
一方で、BSテレ東における全日枠アニメについては2010年代頃から放送本数が減少しており、以降は（全日帯の放送作品であっても）内容を問わず深夜帯に放送することが多くなっている。その他、BSテレ東を含むBS局では未放送の作品も複数存在する。
「テレビ東京（系列局）・BSテレ東との同時ネット」は『プリティーリズム・オーロラドリーム』で初めて実施されたが、現状ではこの形式のネット形態番組はごく少数に留まっている。
また、テレビアニメ自体の話ではないが、テレビ東京で放送される関連性のあるアニメ・ゲーム情報番組や声優バラエティ番組などの番組 もテレビ放送では関東ローカルの事例が多い（下記の独立テレビ局においても同様の事例が多いが、こちらはBS11やBSフジなど民放BS局でネットされる場合もある）。
インターネット配信においては2010年代以降、時間帯を問わず多くの番組で実施されるようにはなっているが、（最速のテレビ東京を基準に）1週間以上遅れるか、有料配信のみの事例もある。

#### 独立テレビ局
1990年代末頃から三大都市圏にある独立局での放送を念頭に置いた新作テレビアニメ、いわゆるUHFアニメの放送が始まり、2000年代半ばになると急激に増加傾向を見せた。
一部の作品は関西・中京圏ではキー局系列広域局で放送されたり、一部の地方局でも放送される事例は存在するが、これも地上波による地方の格差を拡大させる一因となった。長年優位に立っていた関東圏内でさえ、東京都を放送対象地域とするTOKYO MXの送信所が東京スカイツリーへ移転後、同局への一極集中が加速した結果、同局が受信できない地域では大きな格差が生じることになった。端的な例では関西圏では広域局で放送に対し、関東圏はTOKYO MXのみで放送、という作品も珍しくなくなっている。
2010年代に入り、BS11を始めとするBS各局が遅れ（もしくは同時）ネットを多くのUHFアニメで行うようになった結果、現在ではBSアンテナなどの受信環境を整えていれば、おおむね視聴可能にはなっている。また、インターネット配信も独占配信を含めて殆ど全ての作品で実施されている。

### BS/CS放送の現状と弱点
- 地上波のテレビアニメのBS局へのネットは、現状ではキー局のアニメを中心に不完全な状況に留まっている。これは死活問題に直結する地方局からの抵抗が強いのも理由の一つである[48]。
- アニメ専門チャンネルが製作委員会に参加している作品を最速で放送することにより付加価値を高める事例もあるが、キー局製作参加の場合はそのような事例はごく一部の例外を除き皆無に近い。
- 共用パラボラアンテナが設置されていない場合、各自で設置する必要が発生するが、ベランダの向き[注釈 70] や物件の構造により、廊下や手すりなどの共用部分にパラボラアンテナを設置できない（許可されない）場合もある。また、（共用を含む）パラボラアンテナが古いモデルの場合、CS110°放送に対応していない。さらにAT-Xの場合、同チャンネルにおけるCS110°放送でのハイビジョン化は2018年秋まで待たねばならなかった[49]。

### ケーブルテレビの区域外再放送
- ケーブルテレビのサービスエリアは市町村単位が基本であるため、対象外の地域では利用できない。また、地域によっては区域外再放送自体が地元局の同意が得られずに行われていないこともある。このほか集合住宅によってはケーブルテレビに対応していない物件もある。

### NOTTV（モバキャス）
- 地上アナログ放送廃止後に浮いたVHF帯を活用して放送が開始されたが、日本全国をカバーしているわけではなかった上、対応端末が限られたり、放送されているのは一部の作品に留まっていた。結局会員数が伸び悩んだため、2016年6月30日をもってサービスを終了した[50]。

## 放送局・系列別の現状

### NHK
NHKでのテレビ放送は総合テレビのローカル枠を除いて全国放送であるため、全国一律で視聴可能である。ただし、地元を舞台にした作品を総合テレビの地元ローカル枠で放送する事例も稀に見られる。また、深夜枠の場合は同じくローカル編成番組を優先するために他地域より遅れネットとなる事例も見られる。
現在では教育テレビ（Eテレ）およびBSプレミアム（旧衛星第2テレビ (BS2)）で多く放送している（過去には衛星ハイビジョンテレビ (BS-hi)（アナログ放送終了と共に閉局）で再放送された作品もあり）。
かつては総合テレビで多く放送していた時期もあったが、次第にEテレやBS2（→BSプレミアム）での放送にシフトして行き、現在では月曜0時台（日曜深夜）に放送の深夜アニメ枠が存在するのみである。
また、『日常』や『ラブライブ!』 など、民放テレビ局で本放送されたテレビアニメを（実質）再放送するケースもあるほか、民放で放送されていたテレビアニメの続編を放送するケースも登場している。

### 日本テレビ系
1958年に日本最古のテレビ放送されたカラーアニメ（≠テレビシリーズ）である『もぐらのアバンチュール』を放送した。日本テレビは在阪準キー局の讀賣テレビ放送 (ytv) と共にテレビアニメ制作にしのぎを削り、『宇宙戦艦ヤマト』シリーズ・『ルパン三世』シリーズなどをヒットさせてきた。しかし1990年代前半から全日枠アニメの放送本数を減らし、2009年3月、ゴールデンタイム帯から撤退。現在はローカルセールス枠で『それいけ!アンパンマン』と、月曜のゴールデンタイム帯が起源である読売テレビ製作全国ネットアニメ2本を土曜17時30分枠および18時枠（『名探偵コナン』）にて放送している。
深夜アニメはそれほど多くなく、『攻殻機動隊』シリーズや『DEATH NOTE』、「逆萌えアニメ」の『逆境無頼カイジ』など独自路線の作品を行ってきたが、2021年4月期に日曜未明（土曜深夜）0時55分の枠（枠名称無し）に自社製作の全国ネット枠を、2023年10月期には金曜23時台で「31年ぶりの新アニメ枠」となる『FRIDAY ANIME NIGHT』枠（フラアニ）を新設した。また、読売テレビも『MANPA』枠にて独自の路線で製作・放送している。
また、日本テレビは近年マッドハウスに続きタツノコプロ・hulu（日本事業）も買収したことで、アニメ制作会社・オンデマンド映像配信事業によるコンテンツ・版権ビジネスの増強・充実化を図っている状況にある。

### テレビ朝日系
テレビ朝日は、「日本教育テレビ」として開局し当初教育局としてスタートしたこと、東映動画有する東映の出資を受けたことから、幼年層も対象としたファミリー指向の自社製作アニメを多数放送していたものの、1990年代以降減少を続けていった。同局の顔である『ドラえもん』・『クレヨンしんちゃん』の両作品も2019年10月改編で両作品の土曜夕方への移動をもって、ゴールデンタイム帯から撤退した。
在阪局の朝日放送テレビ（ABCテレビ、旧・朝日放送）も、古くからテレビアニメ制作に力を入れていたが、平成時代に入り徐々に減少。2012年10月期以降に『水曜アニメ〈水もん〉』枠の設定を皮切りに深夜アニメ（UHFアニメ）の製作委員会（幹事局）として参加するようになり、再び増加するになった。
2017年9月、名古屋テレビ放送（メ〜テレ・NBN）は40年間時間帯を変えながら続けた全国ネット枠から撤退した。
テレビ朝日系の深夜アニメは2000年代中盤に一時増加したがすぐ減少し、2007年4月から2016年までは断続的な放送に留まっており、2017年から2019年はテレビ朝日での放送が皆無（全日帯もプリキュアシリーズのみ）という状況にまで減少した。そればかりでなく2004年の朝日放送テレビをきっかけとする「フィギュア萌え族」騒動や、2014年にはバラエティ番組でアニメ批判特集を行うなど消極的な姿勢が顕著であったが、2019年10月改編から深夜アニメの放送が再開し、2020年4月改編で同局の深夜帯では初めて枠に『NUMAnimation』（ヌマニメーション）と付け、レギュラー新作アニメの放送を開始。同年10月には同時期開始の朝日放送テレビの『ANiMAZiNG!!!』枠と合わせてテレビ朝日系列全24局の全国ネット枠に移行した。更にテレビ朝日は土曜23時台に同じく全国ネットの『IMAnimation』枠を、水曜23時台に『IMAnimation W』枠を新設。
テレビ朝日が出資しているABEMAではアニメ配信に積極的な姿勢となっており、新旧問わずアニメ番組を配信し、独自路線を採っている。
このほか、藤子関連のアニメ化作品を中心に長らく取引関係にあるアニメ制作会社・シンエイ動画を連結子会社化、ABCも2016年7月には専門子会社・ABCアニメーションを設立している。

### TBS系
系列単位で見れば、全日枠の放送でも「小学生以下の子供を対象とした子供向け作品」は他系列に比べて少数派となっており、基本的にハイティーン以上の高年齢層に特化した戦略をとっている。また、他系列とは異なり「10年以上放送を継続している長寿アニメ番組」が存在しない。
TBS系列は、後述の深夜枠を合わせると在阪準キー局の毎日放送（MBS）の方がTBSより積極的であり、全日枠では長らくMBS製作の『土曜18時枠（土6）』枠を経て『日曜17時枠（日5）』枠が主力となっていた。一方でTBS製作の全日枠は、2000年代以降は散発的となっており『探偵学園Q』終了後、2016年4月期の『カミワザ・ワンダ』の放送までは、製作本数が僅か2本のみで「同局の全国ネットでのアニメ枠」が殆ど放送されない状態が続いていた。
2017年4月期に『アニメサタデー630』枠の設置を経て、2019年7月改編で同枠廃止と同時に「全日帯での全国ネットのアニメ枠」が一時的に消滅したが、2022年4月期に毎日放送製作の『日曜17時枠（日5）』のアニメ枠復帰と同時に「全国ネットの全日帯アニメ」の放送が再開され、その後TBSも2023年10月期の番組改編で日曜16:30枠にて再び「自社製作の全日帯全国ネットアニメ枠」を再開している。
深夜アニメについては、毎日放送が『アニメシャワー』枠設置後に作品数を増やしており、2000年代以降はTBSなども自社製作の深夜アニメやUHFアニメに参加している。特に毎日放送はUHFアニメも多数放送していることから、準キー局としてはトップクラスの深夜アニメ放送量を誇り、作品によっては深夜アニメを中心に最速で（TBS・TOKYO MXより先行して）放送する場合もある。一方で、TBS製作分は関西圏ではサンテレビ（稀にKBS京都）が代わりに放送する事例もある。
また、2019年7月期には前述の『アニメサタデー630』枠が移動し、毎日放送製作TBS系列全28局ネットの深夜アニメ枠『スーパーアニメイズム』を開始。これを皮切りに全国ネットの深夜アニメ枠が複数設けられるようになり、2023年7月期より木曜23時56分枠（枠名称なし）が設けられ、更に2024年4月期よりその直後の時間帯に『スーパーアニメイズムTURBO(前述の『スーパーアニメイズム』枠の曜日時間帯移動)』を、日曜23時半枠にCBCテレビが『アガルアニメ』枠を新設した。

### テレビ東京系
テレビ東京（テレ東）は、東京12チャンネル時代の1970年代後半からテレビアニメに力を入れており、在京キー局では唯一「ゴールデンタイム帯に自社製作アニメ枠」を持っている。生活環境の変化を受け、ゴールデン帯を含めた平日夕方の番組枠が減り、金曜や土・日での放送に集約させるなど、2010年代以降は落ち込んでいるが、依然として全日枠アニメの放送本数は全系列の中でも多い。
表現規制の項でも取り上げたように、1990年代後半頃より規制強化を急進的に行い、『カウボーイビバップ』など制作側が同局での放送を敬遠する動きも出たことや、TBS系・フジ系の深夜アニメ大規模参入、独立局主体のUHFアニメの台頭などによって以前ほどの活気は見られなくなっている。
深夜アニメに関しては、全盛期こそは積極的に放送していたが、2010年代以降は断続的に放送枠の増減を繰り返しており、時期によっては新作の深夜アニメが全く放送されなかったこともあった。2021年10月期には火曜 - 木曜未明の24時台の枠を、2022年4月期には土曜23時台の枠をそれぞれ設けており、これ以降はある程度安定している。
全日枠と深夜枠とでフレキシブルに放送枠を変更する作品が他系列と比べて多く存在する（詳細記事）。
全ての系列局がテレビアニメ製作に関わった実績があり、中でも「東名阪地区以外で（レギュラーとしての）唯一の30分アニメ枠」を持つテレビせとうち（TSC）は、テレビ東京製作『ポケットモンスターシリーズ』を凌ぐ長寿シリーズを製作している（『しまじろう』アニメシリーズ）。
テレビ愛知などは、独立局の役割を肩代わりすることで一部のUHFアニメをネットしている。

### フジテレビ系
フジテレビは、日本初の商業用連続テレビアニメ『鉄腕アトム（第1作）』のほか『週刊少年ジャンプ』原作アニメなど数々の人気作品や長寿番組・シリーズ作品などを多数輩出したが、1990年代後半以降から徐々に下がっていき、2006年10月改編で、ゴールデンタイム帯からアニメ枠が全て消滅。現在の全日帯のアニメ枠は日曜朝9時台と同18時台が存続している。
他系列とは異なり、FNS系列局製作作品は極めて少ない（ただしフジテレビ製作深夜アニメに関しては、2014年10月期新規開始作品から3年ほど関西テレビ放送（カンテレ・KTV）が共同で製作委員会に参加したほか、2017年4月期から同局製作・TOKYO MXネットの深夜アニメを製作している）。
深夜アニメは2000年代前半に放送トラブルが相次いだ教訓から生まれた『ノイタミナ』枠が、深夜枠としては高視聴率作品を連発している。

### 在阪局
準キー局である在阪局は古くからアニメ製作の実績があり、特に毎日放送の放送本数は群を抜いている。読売テレビや朝日放送テレビもキー局と分担してアニメを担当することが多く、テレビ大阪も歴史の長い他局には及ばないがそれなりの製作実績がある。一方、関西テレビのみ自主製作したアニメが3本（製作委員会に参加した作品は除く）と、他局より極めて少ない。現在では、関西テレビとテレビ大阪以外の準キー局3局は継続して全国ネットのテレビアニメ製作を行っているほか、テレビ大阪以外ではUHFアニメの一部を継続的にネットしている。
毎日放送東京支社テレビ編成部プロデューサー・丸山博雄は「（我々は）全国ネットゴールデン番組枠の受け持ちが少なく、ドラマとかバラエティーなど芸能人の方が必要な番組でキー局と競争するのは難しいが、アニメでは芸能キャスティング的な発想があまりないので、準キー局でもキー局と同じ条件で勝負できるのが非常に大きい」という趣旨の発言を行っている。

### 在名局
在名局は在京局や在阪局と比べるとアニメ製作に積極的ではないが、名古屋テレビ（メ〜テレ・NBN、テレビ朝日系列）は、1977年10月から2017年9月まで続いた先述の全国ネット枠に加えて、深夜アニメも若干数製作しており、2018年1月期以降は、断続的ではありながらABCアニメーション等と共同で深夜アニメの製作委員会に参加している。
また、CBCテレビ（旧・中部日本放送、TBS系列）やテレビ愛知（TVA、テレビ東京系列）も前述のメ〜テレには及ばないものの、系列全局ネット枠（全国ネット）のテレビアニメも含めて製作した実績がある。一方で、中京テレビ放送（CTV、日本テレビ系列）は製作委員会方式の深夜アニメ3本、東海テレビ放送（THK、フジテレビ系列）は短編アニメ2本と、先発3局に比べて製作本数が少なく、全国ネット枠のアニメに関してもこれまで一度も製作した実績がない。
メ〜テレの全国ネット枠（日曜7時枠）撤退以降、「在名民放テレビ局を制作局とする系列全局ネットのアニメ枠」は長らくテレビ愛知の土曜8時枠のみとなっていたが、CBCテレビは2024年4月期より、日曜23時半の『アガルアニメ』枠を新設し、全局同時ネットアニメの製作に復帰している。

### 地方局
テレビせとうち（TSC）は『しまじろう』シリーズ以降、同作品の版元である地元企業のベネッセとの関係を維持している。その他にもテレビ北海道（TVh）やTVQ九州放送（TVQ）がテレビ東京との共同製作で製作実績を持っている。
RKB毎日放送・北海道放送 (HBC) や、東北放送 (TBC)・中国放送 (RCC) の主要TBS系列各局も、CBCとの共同製作の深夜アニメとして製作参加実績を持つ。静岡放送（SBS、TBS系列）は『秘密結社鷹の爪 カウントダウン』や短編アニメ『パンパカパンツ』シリーズで製作参加している。北海道文化放送（uhb、フジテレビ系列）はKTV・THK共同製作の『くるねこ』に第2シーズンから同系列のテレビ静岡（SUT、フジテレビ系列）と共に製作参加したほか、北海道ローカル深夜アニメ『フランチェスカ』、邪神ちゃんドロップキックシリーズなどに製作参加している。その他、系列内において主要局ではない青森放送（RAB、日本テレビ系列）がキー局の日本テレビとの共に深夜アニメ『ふらいんぐうぃっち』『多数欠』に製作参加している(他にも西日本放送や福井放送が単発ながら製作参加した実績がある)。
短編作品では地方局が製作参加している事例がある程度存在する。

### 独立局
三大都市圏に所在する独立局での新作テレビアニメ（UHFアニメ）はキー局と比べると表現規制が緩く、かつ放送料金も安いなどの理由で2000年代から放送本数が急増していった。
これらの多くは深夜帯かつ製作委員会方式で放送されているが、TOKYO MXなど一部作品の一部放送局で全日枠（22時台を中心としたプライムタイム枠など）で放送される事例がある。また、製作参加実績としてはTOKYO MXが群を抜いて多いほか、岐阜放送（GBS）、びわ湖放送（BBC）、奈良テレビ放送（TVN）、テレビ和歌山（WTV）を除く各局で、参入実績がある。
特に首都圏のうち南関東の各局（TOKYO MX・tvk・テレ玉・チバテレビ）で多数放送されている 一方、北関東の独立局（群馬テレビ・とちぎテレビ）は南関東4局と比べると放送実績が大きく水をあけられている。茨城県に至っては今なお県域民放テレビ局自体が存在しない。
在阪局などローカル局製作の深夜アニメが関東圏ではキー局ではなく独立局での放送となる事例も多く見られ、BS局もしくはアニメ専門チャンネルが製作委員会に加わる作品もある（特にBS11やBSフジやBS日テレ、AT-Xが多い）。
現在では先述のようにBS11などの民放BS局および各種ネット配信との併用で「地上波全国ネットと比べると低コストでの」全国放送（配信）を行っている作品が多数であるが、『【推しの子】』などほぼ全国ネットに近い体制で放送されるものもある。
なおこれらの作品のネット形態は、キー局もしくはその系列局製作のものと比べて非常に複雑なものとなっているが、ここでは詳細は割愛する。

### 民放BS局・スカパー!
2000年代まではBS各局独占放送のテレビアニメも一定数存在したが、2010年代を境に激減して現在では極めて少数派となり（2024年の一例ではBS松竹東急の『明治撃剣-1874-』）、何らかの方法で地上波との同時期展開を行う番組が多くを占めている。
民放BS局の老舗であるWOWOWは同局独占放送、なおかつ無料のノンスクランブル枠で「WOWOWアニメ」と呼ばれるアニメ作品を多数放送していたが、2008年以降はほぼ休止状態にあった。2016年に地上波放送の作品に共同出資（製作委員会に参加）することで、最速で先行放送する「アニメプレミア」枠を新設、アニメ事業に復帰している。
BS-TBSとBSテレ東は開局当初より系列局のアニメの放送に積極的な姿勢をとっていた。さらに2007年に開局したBS11は製作委員会への参加にも積極的であり、2010年代に入るとアニメ枠を順次拡大している（詳細項目）。2010年代半ばになるとBS日テレやBSフジもアニメ枠を年々拡充し、BSフジは2017年4月より深夜枠に『アニメギルド』というレーベル、BS日テレも2019年10月より深夜枠に『アニメにむちゅ〜』というレーベルを設定している。また、BS朝日でも2020年4月より深夜枠に『アニメA』というレーベルを設定した。
なお、NHKのBSチャンネルや主な無料放送BS各局でも2015年4月より視聴率調査が開始されている。
現在は日本のCSチャンネルを一手に握るスカパー!のアニメ専門チャンネル（AT-X、キッズステーション、アニマックスなど）でも、地上波で未放送のテレビアニメが製作・放送される事例が少数ながらある。中でもAT-Xは系列不問で積極的に製作委員会に参加している。かつてはCS放送のみであったが、2012年よりアニマックスなど一部チャンネルでBS放送も開始している（ただし、BS放送のアニメ専門チャンネルもあくまで「スカパー!のチャンネル」扱いとなっている）。

### 変則的な事例

#### 地方局製作作品の逆ネット事情ほか
地方局製作アニメが在京キー局系列で逆ネットされず、首都圏（主に南関東）の独立局各局でネットされる事例も多数ある。
端的な例：
- 毎日放送製作『TIGER & BUNNY』、朝日放送テレビ他製作『プラスティック・メモリーズ』、読売テレビ製作『GA 芸術科アートデザインクラス』：関東・中京圏では独立局ネット[注釈 94]

逆に在京キー局と系列局制作・放送作品が関西圏で独立局ネットとなる場合もある。これは在阪局（準キー局）製作のローカル番組が多数あり、深夜枠が逼迫しているという事情も影響している。
端的な例：
- 中部日本放送製作『琴浦さん』：関東・関西圏では独立局ネット

#### テレビアニメのイレギュラーなネット事情
一部アニメ作品でネットワークセールス枠から外れる、ローカルセールスとなる深夜枠で放送される作品や系列の枠組みに捕われない製作委員会方式の作品を中心に放送該当地域に系列局があるにもかかわらず、独立局を除く系列外ネットとなるケースも散見される。
例：
- 日本テレビ制作『機動警察パトレイバー ON TELEVISION』（鹿児島県ではテレビ朝日系列の鹿児島放送（KKB）で放送[注釈 97]）、『俺物語!!』（中京圏ではテレビ東京系列のテレビ愛知（TVA）で放送）など
- テレビ朝日他制作『秘密結社鷹の爪 カウントダウン』（一部地域ではTBS系列またはテレビ東京系列で放送）
- TBSテレビ制作『アサルトリリィ BOUQUET』（一部地域では他系列局で放送）、『プラチナエンド』（福岡県ではテレビ朝日系列の九州朝日放送（KBC）で放送）など
- テレビ東京制作『フォルツァ!ひでまる』（福岡県ではフジテレビ系列のテレビ西日本（TNC）で放送）、『貧乏神が!』、『境界戦機』（何れも関西圏では毎日放送でネット）など
- フジテレビ制作『刀語』（本放送時は関西圏では毎日放送でネット）
- 毎日放送制作のアニメ
  - 関東圏では他キー局で放送された事例：『フォーチュン・クエストL』、『東京リベンジャーズ』シリーズ（何れもテレビ東京で放送）
  - 地域によってネット局が異なる事例：『Dororonえん魔くん メ〜ラめら』、『輪るピングドラム』（中京圏では何れもテレビ愛知（TVA）で放送）、『進撃の巨人（第2期まで）』、『東京リベンジャーズ』シリーズ（一部地域では他系列局で放送[注釈 98]）、『結城友奈は勇者である』シリーズ（舞台となる香川県では瀬戸内海放送（KSB、テレビ朝日系列）[注釈 99]で第1期を3年遅れ、第2期を1クール遅れネット）など
- 1970年代後半から1980年代前半にもローカルセールス枠で放送された作品では、民放4局以上のフルネット地域で系列外ネットが行われた例もあった。
  - 国際映画社・フジテレビ制作『めちゃっこドタコン』→『ハニーハニーのすてきな冒険』（福岡県では本来のフジテレビ系列局であるテレビ西日本（TNC）では無く福岡放送（FBS）・日本テレビ系列）で放送）
  - テレビ朝日・東映エージェンシー・鳥プロ制作『宇宙魔神ダイケンゴー』（広島県では本来のテレビ朝日系列局である広島ホームテレビ（HOME・当時UHT）では無く中国放送（RCC・TBS系列）で放送）[注釈 100]
- 地方の民放に2・3局の地域が多かった1960年代 - 1980年代前半には夕方枠や週末午後の地方局の空き枠を使って短い遅れ幅での個別スポンサードネットが盛んに行われ、クロスネットによる放送枠の都合やスポンサーの関係で本来の系列と異なる競合局での放送となる例も多かった一方、4局化後よりも人気作品がリアルタイムで多く放送されていた地域もある。またキー局・準キー局が特定の放送枠を設けて裏送りを行い、複数の局で遅れ幅が一定となる例もあった。

また、BSデジタル放送局においても製作体制を問わず、独立局以外の地上波とBS局でネット系列が異なる組み合わせで放送されるケースが散見されている。
以下は、地上波において全日帯で放送された（される）作品のケースのみを記述する。深夜アニメについては系列ごとの主な放送の動向を参照。
例：
- TBSテレビ制作『戦隊大失格（第1期）』（BS11で放送）、『杖と剣のウィストリア』（日本テレビ系列のBS日テレで放送）
- 毎日放送制作『機動戦士ガンダムAGE』以降のガンダムシリーズ（BS11で放送）、他『シャングリラ・フロンティア』以降の『日5』全作品（日本テレビ系列のBS日テレで放送）
- テレビ東京制作（又は幹事）
  - BS日テレで放送：『アイドルマスター ミリオンライブ!』、『魔神創造伝ワタル』
  - BS11で放送：『たまごっち!（第2期まで）』、『ガンダムビルド』シリーズ、『アイドルマスター ミリオンライブ!』
- ブシロード制作・テレビ愛知幹事『カードファイト!! ヴァンガード overDress（「will+Dress」Season2以降）』（日本テレビ系列のBS日テレで放送[注釈 102]）
- テレビせとうち・ベネッセコーポレーション制作『しまじろうヘソカ』以降のしまじろうシリーズ（BS11で放送）

#### 地域限定アニメ
当初から地域密着型番組として制作されるものも一部には存在する（短編アニメが主流である）。
例：
- 北海道文化放送製作『札幌乙女ごはん。』（札幌市を舞台としている）
- テレビ北海道製作『ホッカイラジャーズ野球少年団』（北海道の少年野球チームがメインキャラになっている）
- テレビ埼玉製作『浦和の調ちゃん』（さいたま市を舞台としている）
- tvk『天体戦士サンレッド』（川崎市を舞台としている）
- テレビ愛知『やっとかめ探偵団』（名古屋市を舞台としている。放送枠買取扱い。ただしシリーズ途中で放送を中止し、そのまま再開されず公式サイトも閉鎖されたため、新春特別企画として放送された原作者とナレーターの対談が事実上の最終回となった）
- KBS京都・tvk製作『ドアマイガーD』（京都市を舞台としている）
- 山陰放送『こども刑事めめたん』（tvkが先行放送、アニメ版は鳥取県を舞台にしている）
- 九州朝日放送製作『暗闇三太』（同局が所在する福岡県など九州地方を舞台としている）
- 熊本県製作『なつなぐ!』（同県を舞台としている。熊本放送とTOKYO MXで同時期放送）
- 琉球朝日放送『はいたい七葉』（沖縄県を舞台としている。後にTOKYO MXなどでも遅れネット）
- 群馬県製作・著作『ぐんまちゃん』（同県所属のご当地キャラクターを主役としたUHFアニメ。舞台としている訳では無い同県の風土をフィクション化している。第2期まで製作された。）

#### 他種アニメのテレビシリーズ放送
OVAやWebアニメ、アニメ映画として制作されたアニメ作品の一部には、後日特番や短期シリーズ、ないしテレビシリーズとして放送するものも存在する。中には元来OVAとして制作された『機動戦士ガンダムUC RE:0096』のようにテレビ放送に合わせて再編集や新規カットを追加したり、テーマ曲を新調するものもある。